# Oportunismo político
Oportunismo político trata-se da prática de tirar vantagem de toda situação para manter apoio ou influência política, desconsiderando princípios éticos ou políticos. Apesar de poder ser interpretado de diferentes maneiras, o oportunismo político geralmente refere-se à maximização da influência política a qualquer custo, à busca por poder em detrimento de princípios ideológicos e à exploração de situações para ganho pessoal/partidário.

## Estratégias e características
O oportunismo político não é apenas definido pelos seus objetivos, mas também pelas estratégias e comportamentos utilizados para os alcançar. As táticas comuns incluem:
- Compreensão estratégica dos oponentes: Os oportunistas políticos enfatizam a importância de compreender as intenções, desejos e estratégias dos governantes ou oponentes políticos. Este conhecimento permite-lhes prever ações, formar alianças e negociar acordos em seu benefício;
- Conquista de apoio público para ter vitória: Um líder pode possuir, por exemplo, um exército formidável, mas sem o apoio popular, uma vitória duradoura é inatingível. O oportunismo político dá prioridade à obtenção do favor público para atingir os seus objetivos;[2]
- Priorização das realidades presentes em vez das aspirações futuras: Embora seja fácil concentrar-se nas possibilidades futuras, os oportunistas políticos dão prioridade à tomada de decisões com base nas realidades e fatos presentes;[3]
- Cuidado ao dar poder a outros: O oportunismo político desencoraja o fortalecimento de poderes mais fracos que poderiam eventualmente rivalizar com o líder. Dar poder ou estatuto a outros vem com o risco de enfraquecer a própria posição, uma vez que as alianças e o apaziguamento podem "sair pela culatra";[4]
- Confronto direto quando necessário: Os oportunistas políticos vão além de simplesmente minar os oponentes, opondo-se diretamente a eles quando for estrategicamente vantajoso. Esta abordagem não só enfraquece os adversários, mas também consolida a sua própria autoridade;[5]
- O sucesso legitima todas as ações: O sucesso é visto como a validação final de uma estratégia política. Os elogios do público e da mídia são acumulados sobre os bem-sucedidos, enquanto o fracasso convida à crítica e à culpa. Os oportunistas concentram-se em alcançar resultados visíveis para se protegerem do escrutínio.[6]

Embora estas estratégias possam levar ao sucesso, seja a curto prazo ou como parte de um plano mais amplo, levantam questões éticas sobre o abandono de princípios e a distinção entre oportunismo e compromisso necessário.

## Oportunismoversusprincípios
O oportunismo político é frequentemente criticado por dar prioridade à conveniência no lugar de princípios. Seja na procura de ganhos imediatos ou através de compromissos, os princípios servem de referência para distinguir o comportamento legítimo do oportunismo.
O comportamento político oportunista é frequentemente criticado como míope ou tacanho. O impulso para garantir ou manter ganhos políticos pode levar a decisões que dão prioridade ao pragmatismo em vez de princípios. Tais ações provocam frequentemente a desilusão pública e exigem um regresso aos valores fundamentais.
A ambiguidade em situações políticas proporciona frequentemente um terreno fértil para o oportunismo. Quando as circunstâncias carecem de precedentes ou consenso, pode ser difícil determinar se uma ação é adaptativa ou oportunista. Os políticos podem defender tais decisões como necessárias ou alinhadas com objetivos mais amplos, mesmo que os críticos as rotulem como oportunistas. Milton Friedman destacou esta tensão ao observar: “O oportunismo de um homem é a habilidade de estadista de outro”.
Em alguns casos, figuras políticas adiam o julgamento das suas decisões controversas alegando que “a história provará que estou certo”. Este argumento tem sido utilizado para justificar ações que vão desde mudanças políticas significativas até intervenções militares.
O compromisso é uma pedra angular da política, mas deve ser gerido para garantir que não prejudica os princípios. John F. Kennedy enfatizou este equilíbrio, afirmando: “Podemos resolver o conflito de interesses sem ceder aos nossos ideais... Compromisso não significa necessariamente covardia”.
No entanto, os compromissos que diluem ou abandonam princípios correm o risco de serem rotulados de oportunistas. Por exemplo, alguns líderes políticos foram acusados de mudar drasticamente as suas posições por uma questão de conveniência, o que levou a acusações de oportunismo em vez de pragmatismo.
A adesão rígida aos princípios pode levar ao sectarismo ou ao partidarismo, enquanto a flexibilidade excessiva pode corromper o seu papel como guia para a ação. Os compromissos políticos devem encontrar um equilíbrio entre a adaptação às novas circunstâncias e a defesa dos limites éticos.
A interpretação dos princípios muitas vezes gera disputas. A mesma ação pode ser justificada usando princípios diferentes, ou as interpretações podem variar sobre como um princípio deve ser aplicado. A adesão consistente aos princípios ajuda a distinguir compromissos legítimos de comportamentos oportunistas e promove a confiança na tomada de decisões políticas.

## Desvantagens
O oportunismo político perturba estratégias consistentes ao dar prioridade aos ganhos de curto prazo no lugar da ação baseada em princípios. Táticas como a exploração de crises para obter vantagens eleitorais, a mudança de posições para se adequarem ao sentimento público ou a distorção de fatos obscurecem os objetivos de longo prazo. Isto cria confusão sobre quais estratégias são eficazes, confunde a distinção entre sucesso e fracasso e leva à repetição de erros do passado. Por exemplo, o oportunismo político durante crises econômicas pode levar líderes a postergarem medidas necessárias mas impopulares para garantir a aprovação dos eleitores, causando danos a longo prazo à estabilidade econômica.
Além disso, o oportunismo corrói a confiança pública. À medida que os líderes abandonam a consistência ou manipulam a informação para satisfazer necessidades imediatas, os eleitores tornam-se cínicos, encarando as decisões como arbitrárias ou egoístas, em vez de responsáveis. Estes comportamentos também aprofundam as divisões sociais, com retórica polarizadora e desinformação utilizada para manipular percepções e manter o poder. Embora eficazes a curto prazo, tais táticas minam a coesão social e travam o progresso em desafios como mudanças climáticas e a desigualdade econômica.
Em última análise, a confiança em tácticas oportunistas reduz a política a um pragmatismo reativo, centrado na preservação do status quo em vez de abordar questões sistêmicas ou promover objetivos coletivos. Isto não só sufoca a inovação, mas também enfraquece a capacidade de mobilizar o apoio público para mudanças significativas.